# 21548 Briekugler
A 21548 Briekugler (ideiglenes jelöléssel 1998 QX38) a Naprendszer kisbolygóövében található aszteroida. A LINEAR projekt keretében fedezték fel 1998. augusztus 17-én.